# Vetenskapsåret 1836

## Händelser
- 15 maj - Francis Baily observerar "Bailys pärlor (Baily's beads)" under en solförmörkelse.
- 2 oktober - Charles Darwin återvänder till Falmouth i England efter en femårig biologisk expedition med HMS Beagle.
- Theodor Schwann upptäcker pepsin i prover från magslemhinnan, det är det första animala enzymet som isoleras.
- Andrew Crosse utför elektriska experiment, som tycks alstra insekter, som kallas acarus calvanicus
- Auguste Laurent upptäcker o-ftalsyra genom att oxidera naftalen-tetraklorid.
- Edmund Davy upptäcker acetylen.

## Matematik
- Journal de Mathématiques Pures et Appliquées grundas av Joseph Liouville.

## Teknik
- 31 maj - Patent Skruvpropeller, England, Francis Pettit Smith, Patent A.D. 1836 No. 7104)[1]
- 13 juli - Patent Skruvpropeller, England, svenske John Ericsson, Patent A.D. 1836 No. 7149)[2]

## Pristagare
- Copleymedaljen
  - Jöns Jacob Berzelius, svensk kemist
  - Francis Kiernan, brittisk läkare och anatom
- Wollastonmedaljen: Louis Agassiz, schweizisk-amerikansk naturforskare [3]

## Födda
- 28 maj - Alexander Mitscherlich (död 1918), tysk kemist.
- 17 juli - Joseph Michon, (död 1904), fransk läkare och naturforskare.

## Avlidna
- 10 februari - Marie-Anne Pierrette Paulze (född 1758), fransk kemist
- 10 juni - André-Marie Ampère (född 1775), fransk fysiker.

### Fotnoter
1. ↑   The Introduction of the Screwpropeller Illinois State Museum /museum.state.il.us (läst 17 juli 2025)
2. ↑   Propeller for Steam Navigation, The New York Public Library /nypl.org (läst 17 juli 2025)
3. ↑  ”Geological Society”. Arkiverad från originalet den 5 juni 2011. https://web.archive.org/web/20110605102217/http://www.geolsoc.org.uk/gsl/society/history/page750.html. Läst 13 april 2011.